# Diogo Andrada de Paiva (letterato)
Diogo Andrada de Paiva (Lisbona, 1576 – 1660) è stato un letterato portoghese.
Figlio dello scrittore Francisco Andrada de Paiva e nipote dell'omonimo teologo, fu autore di un approfondito Exame de Antiguidades (1616) e della Chauleida, poema epico.